# Jesús Olmos
Jesús „El Tuto” Olmos Moreno (ur. 20 lipca 1910 w Chihuahua, zm. 25 października 1988 tamże) – meksykański koszykarz, brązowy medalista olimpijski z 1936 roku z Berlina.